# Oxygraphis delavayi
Oxygraphis delavayi är en ranunkelväxtart som beskrevs av Adrien René Franchet. Oxygraphis delavayi ingår i släktet Oxygraphis och familjen ranunkelväxter. Inga underarter finns listade i Catalogue of Life.